# 围柱式建筑

一个呈纵向连间格局的围柱式建筑。

围柱式建筑（英語：Peripteros）是一种用于描述被门廊和柱子环绕的古希腊或古罗马神殿样式。
围柱式建筑代表一种建筑类型，该类型建筑的内殿（Cella或naos）被列柱(或pteron)所包围，形成一个四边拱廊 (arcade或peristasis)。 它的引申义还表示建筑的周长，通常用于描述被柱子包围的矩形古典神殿的周长。 该词被频繁地在多立克柱式及其相关内容中使用。

## 定义
围柱式建筑可以用于定义一个门廊，亭，或教堂。如果该建筑是由4根柱子于建筑墙外排列形成门廊，则名为四柱式门廊；由6根柱子围绕形成，则名为六柱式门廊；然后为八柱式门廊，十柱式门廊，十二柱式门廊。如果该建筑的柱子排列与建筑内部而不是单独伫立，则名为伪围柱式建筑。